# Macello
Macello is een gemeente in de Italiaanse provincie Turijn (regio Piëmont) en telt 1150 inwoners (31-12-2004). De oppervlakte bedraagt 14,1 km², de bevolkingsdichtheid is 82 inwoners per km².

## Demografie
Macello telt ongeveer 463 huishoudens. Het aantal inwoners steeg in de periode 1991-2001 met 0,9% volgens cijfers uit de tienjaarlijkse volkstellingen van ISTAT.
| Jaar | Inwoneraantal |
| ---- | ------------- |
| 1991 | 1143          |
| 2001 | 1153          |

## Geografie
De gemeente ligt op ongeveer 301 m boven zeeniveau.
Macello grenst aan de volgende gemeenten: Pinerolo, Buriasco, Vigone, Garzigliana, Cavour.
1. ↑  https://demo.istat.it/?l=it.